# Gamifikace
Gamifikace je relativně nová technika marketingu, která se snaží zvyšovat zájem zaměstnanců a klientů pomocí užívání herních prostředků, herních designů, herního myšlení a herních principů do neherních oblastí (např. řízení firmy, HR, marketing, webové aplikace, mobilní aplikace apod.). Tato technika je uplatňována ve všech mediálních odvětvích. Lze ji rozdělit, nejméně tedy ve firemním prostředí, na interní a externí. Interní gamifikace je zaměřena na zavádění herních prvků do procesů uvnitř firmy a slouží např. k podpoře firemní kultury, k rozvoji firmy, při práci se zaměstnanci nebo při jejich vzdělávání. Externí gamifikace cílí na zákazníky vně firmy a slouží k obchodním i marketingovým účelům. Jejím cílem je tedy mimo jiné učinit hlubší vztah mezi společností a jejími zákazníky.
Oblíbeným způsobem zapojení této techniky do chodu firmy je využití např. progress baru, který vizuálně zaznamenává například množství vyplnění osobních údajů či počet zodpovězených otázek v dotazníku. Mezi další oblíbené způsoby patří volba různých avatarů v profilech či získávání bodů, zkušeností nebo odznaků za vykonání určité činnosti. Implementace gamifikace ve firemním i jiném prostředí se k roku 2015 v České republice věnuje například brněnská společnost Court of Moravia či společnost Gameful.

## Vznik a vývoj gamifikace
Ačkoliv s termínem „gamifikace“ přichází poprvé v roce 2002 Nick Pelling, do obecného povědomí se dostává až v druhé polovině roku 2010. Tehdy byl pojem gamifikace chápán jako začleňování sociálních a prémiových aspektů her do neherního (v té době především softwarového) prostředí. O technikách gamifikace se na počátku doslechl jeden z investorů rizikového kapitálu, který vzápětí prohlásil, že se jedná o jednu z nejslibnějších oblastí využití herních principů. Další dodal, že více než 50 % firem již nyní hledá finanční prostředky pro zavedení herních praktik v jejich prostředí. První společností, která začala nabízet implementaci gamifikace jiným firmám, se pak v roce 2007 stala americká společnost BunchBall. Zákazníky této společnosti pak tvořily firmy jako Playboy nebo Chiquita. Jedním z prvních, kdo se začal zabývat implementací gamifikace, byl také internetový podnikatel Dennis Crowley. 

## Interní gamifikace
Interní gamifikace je zaměřena na práci uvnitř firmy a cílí především na její zaměstnance a vnitřní procesy, kterými prochází. Do těchto procesů pak zavádí herní prvky. Nejčastějším příkladem užití gamifikačních prvků v interní gamifikaci je model, kdy zaměstnanci firmy získávají za své pracovní úsilí či za svůj pracovní rozvoj body. Výstupem tohoto bodování je pak umístění na žebříčku nejproduktivnějších zaměstnanců a zisk určitého druhu ocenění. Soutěž nemusí probíhat jen mezi jednotlivými zaměstnanci, ale také mezi celými firemními týmy.

### Gamifikace a firemní rozvoj
V oblasti firemní kultury a firemního rozvoje pak užití herních prvků slouží ke zvýšení angažovanosti zaměstnanců, inovaci firemní kultury, posílení interní komunikace či posílení efektivity řízení změn.

### Gamifikace při práci se zaměstnanci
V procesu hledání a přijímání nových zaměstnanců může gamifikace napomoci oslovení konkrétní skupiny lidí, kteří mají kýžené vlastnosti a schopnosti, a zvýšení jejich motivace ucházet se o místo v dané společnosti. Gamifikovaný nábor do firmy také obsahuje úkoly a výzvy, které včas odhalí, zda je kandidát vhodný, a může již během náboru poodhalit firemní kulturu.
V oblasti práce se zaměstnanci napomáhá gamifikace budovat motivaci zaměstnanců, pomáhá zlepšovat prodej, ozvláštňuje nábor nových zaměstnanců, napomáhá osobnímu rozvoji, rozvoji kompetencí a rozvoji schopností zaměstnanců či pomáhá budovat lepší osobní vztahy mezi nimi. Gamifikace tedy může být implementována nejen na proces přijímání nových zaměstnanců, ale také na proces jejich naloďování do firmy či na jejich život ve firmě jako takový.
Po přijetí zaměstnance a během procesu onboardingu zase gamifikace motivuje k rychlejšímu a efektivnějšímu učení se novým procesům, usnadňuje navigaci nováčka a motivuje jej k tomu, aby se snažil zjistit o firmě a jejím fungování co nejvíce. Gamifikační prvky také zapojují do procesu přijímání nového zaměstnance i ostatní jeho kolegy, tudíž je od začátku budována přátelská atmosféra.
Během života zaměstnance ve firmě pomáhá gamifikace učinit pracovní prostředí atraktivnějším, vzbuzuje vnitřní motivaci jedinců, pomáhá uvolňovat napětí a stres, odbourává rutinu a zvyšuje pozornost zaměstnance při práci nebo podpoří jeho iniciativu.

### Gamifikace a interní vzdělávání
V oblasti vzdělávání pomáhá gamifikace například při přípravě nových školení pro zaměstnance. V případě vzdělávání obecně pomáhá učinit celý proces vzdělávání atraktivnější a opět zvyšuje motivaci těch, kteří se vzdělávají. Aplikace gamifikace ve vzdělávání zvyšuje zapamatovatelnost látky a zapojuje do učení praktickou činnost.

## Externí gamifikace
Externí gamifikace je orientována na zákazníky, typicky se tedy objevuje v marketingu či obchodní strategii firmy, kde pomáhá hravým způsobem kombinovat různé nástroje tak, aby oslovily cílovou skupinu. Základním příkladem je třeba existence věrnostních programů. Cílem externí gamifikace je budovat pevnější vztah se zákazníkem, tedy budovat pevnější vztah zákazníka se značkou.

### Gamifikace a marketing
Gamifikace je jedním z možných způsobů propagace webových stránek za účelem zvýšení jejich návštěvnosti či propagace některých výrobků. Lidé si tímto způsobem mohou lépe a hravěji osvojovat obsahy stránek. Gamifikace je tedy provede celým obsahem, kterým by se jinak uživatel bez zábavných principů gamifikace nedostal.
Tim Chang, vedoucí investiční firmy Norwest Venture Partners říká: „Herní mechanismy jsou prostě způsob, jak u spotřebitelů vypěstovat závislost.“ Závislost tak může vypadat následovně v případě použití aplikace Foursquare. „Jak by to mohla být pitomost, když už jsem tím strávil tolik času? Budu se checkovat dál! A co je to za drzouna, který se stal starostou v parku, kde jsem se přihlásil už stopětasedmdesátkrát, protože tam chodím každý večer venčit psa?“ Dále dodává „Udržují zájem lidí, aby vydrželi něco dělat dlouho. Na rozdíl od virálů, na které kliknete, podíváte se a už se k nim nikdy nevrátíte.“ Proto je gamifikace v marketingu mocná zbraň.

### Gamifikace a externí vzdělávání
Gamifikace ve vzdělávání může být taktéž součástí externí gamifikace, a to v případě, že je zaměřena na jiné cílové skupiny než na zaměstnance uvnitř firem. Využívána proto bývá třeba při ozvláštnění e-learningu nebo v souvislosti s tvorbou interaktivních expozic.

## Designový rámec gamifikace
Implementace gamifikace obvykle probíhá postupně, přičemž je třeba důkladně zvážit několik kroků a vytvořit plán, pomocí něhož k úspěšné implementaci dochází. Prvním krokem, tvoříme-li plán využití herních prvků v neherním prostředí, je definice cílů, kterých chceme jejich implementací dosáhnout.
V druhém kroku musíme vymezit cílové jednání uživatelů a definovat, jaké požadavky klademe na cílovou skupinu (ať už se jedná o uživatele aplikace, zákazníky či zaměstnance ve firmě). Musíme vědět, co přesně chceme, aby tato cílová skupina dělala, a jakým způsobem má tedy změnit své chování. Druhý krok by se měl pokud možno držet cílů, které byly stanoveny v kroku prvním, avšak může se také zaměřovat na cíle dílčí, které k obecným cílům směřují (např. chceme-li zvýšit prodej na svých webových stránkách, zaměříme se na snahu přimět uživatele zůstat na nich delší dobu nebo aby se na naše webové stránky opakovaně vraceli).
Ve třetím kroku se musíme zaměřit na to, kdo jsou lidé, na něž cílíme, a jaký mají vztah k našemu projektu. Můžeme je také rozčlenit do několika skupin dle motivace. S využitelným členěním včetně popisu motivací jednotlivých účastníků (hráčů) přichází například profesor Richard Bartle. Ten identifikuje následující skupiny: „archiever“, „socialiser“, „explorer“, „killer“.
- První typ hráčů, tzv. achieveři, jsou hráči, kteří se snaží být nejlepší, snaží se ukázat ostatním a jde jim primárně o výhru a splnění předem stanovených cílů. Tito lidé se rádi učí novým věcem, pakliže jim to pomůže v dosažení cílů a pokud za to dostanou další kladné hodnocení. Také neradi prohrávají a pokud jim tedy není opakovaně dopřána možnost dosáhnout úspěchu, často o hru rychle ztratí zájem.
- Druhý typ hráčů, tzv. socialiseři, se hry účastní proto, protože je pro ně příležitostí přijít do styku s jinými hráči. Hra jako taková pro ně není bezvýznamná, ale mnohem větší význam pro ně má nabízená mezilidská interakce. Tito hráči rádi sledují, jakým způsobem spolu komunikují ostatní hráči a jaké vztahy mezi sebou budují. Klíčové pro ně pak je seznámit se a budovat vztahy s ostatními hráči.
- Třetí skupinou jsou tzv. exploreři, kteří se zajímají především o průzkum herního prostředí a zákonitostí, které v něm platí. Tito lidé mají rádi překvapení, rádi objevují tajné skrýše a rádi získávají nové informace o hře. Taktéž rádi dávají najevo své rozsáhlé znalosti.
- Čtvrtou a poslední skupinou, kterou Bartle popisuje, jsou tzv. killeři. Tito lidé rádi poškozují a zneužívají ostatní hráče, případně ve hře zabíjejí ostatní postavy, také rádi působí co největší škody a posléze dávají najevo, že jsou nadřazeni ostatním hráčům. I jim jde, stejně jako hráčům z první skupiny, primárně o výhru. Průzkum zákonitostí a herního prostředí je pro ně jen způsobem, jak získat větší moc nad ostatními zúčastněnými.

Ve čtvrtém kroku budujeme motivační prvky pro naši cílovou skupinu a přemýšlíme, jak celou hru ozvláštnit natolik, že u ní uživatelé rádi zůstanou. V této části bychom měli stanovit, jak se bude hra vyvíjet, jaká bude hráčům podávána zpětná vazba či jak bude hra pokračovat pro pokročilejší hráče. Cílem této části je tedy především udržet hráče ve hře.
V pátém kroku se snažíme hru obohatit o zábavný prvek, který by hráče potenciálně lákal i bez použití systému odměn a motivací. Tento krok se tak může zdát být tím nejtěžším ze všech kroků, neboť bývá složité objektivně posoudit, co je pro naši cílovou skupinu zábavné a do jaké míry.
V poslední fázi bychom měli znovu projít všechny části a říct si, zda skutečně víme, kdo jsou naši hráči, jaké jsme si stanovili cíle a zda prvky, které zavádíme, skutečně vedou k dosažení těchto cílů. Také bychom měli celý proces důkladně popsat.

## Příklady využití
Využití gamifikačních prvků značně zjednodušuje orientaci v uživatelském prostředí. Jejím prostřednictvím nás program jednoduše provede registrací na nových stránkách a uživatele mohou zaujmout i stránky, které by za normálních okolností ani nenavštívil. V souvislosti s webovými stránkami či mobilními aplikacemi je gamifikace nejčastěji aplikovaná ve formě odměňování uživatelů za různé akce, které provádí na webu. Nejvíce slouží např. na různých fórech, kde za určitý počet příspěvků získáváte různé výhody oproti ostatním uživatelům. Může to být větší různorodost výběru vašeho avatara či zobrazování odznáčků ve vašem profilu. Herní techniky se v prostředích mohou projevovat např. sbíráním odznáčků, dosahování úrovní v žebříčcích (tzv. leaderboard), tzv. progress barem nebo jinými vizuálními technikami.
Jednou z nejznámějších gamifikovaných aplikací byla v minulosti aplikace Foursquare. Jejím tvůrcem je přitom právě výše zmíněný Dennis Crowley. Jedná se o mobilní aplikaci, ve které jde o tzv. check-iny. Ty získáváte tak, že si spustíte aplikaci, ta vás lokalizuje pomocí GPS a vyhledá všechna místa zadaná v této aplikaci. Vy si poté vyberete, kde se právě nacházíte a „checknete“ se zde. Za každé checknutí pak získáváte body a odznáčky a můžete tak soupeřit se svými přáteli v tom, kdo je více aktivní a získá více odznáčků. V ČR měla aplikace v roce 2012 4230 uživatelů, v roce 2013 jejich počet stoupl na 45 602 uživatelů a pak se již víceméně držel na této hranici. Celosvětově ale užívá aplikaci až 40 milionů lidí.
Další z mnoha aplikací, které využívají gamifikované prvky, je aplikace Health Month. Tato aplikace má uživatelům pomoci dodržovat zdravý životní styl, a to tak, že napomáhá ke kontrole průběžného měsíčního plánu a odměňuje uživatele za to, že jej dodržuje. Na začátku měsíce tedy uživatel stanoví, jaké aktivity vedoucí ke zlepšení životního stylu chce v tom čase provozovat (např. sport, zdravé stravování) a jakých se naopak chce (nebo má) vyvarovat (např. kouření, pití alkoholu aj.). Na začátku hry také uživatel dostane určitý počet životů, které ztrácí, pokud vykoná aktivitu, kterou provozovat nechtěl. Hlavním cílem hry je potom dokončit daný měsíc s kladným počtem životů. Uživatel také může navýšit svůj počet životů tím, že vykoná „správnou“ aktivitu. Za tuto aktivitu získá tzv. ovoce a to poté použije k nákupu nových životů. Sociální prvek v této hře je zajištěn tím, že si uživatelé mohou vzájemně nabídnout pomoc.
Aplikace Our Dream Playground je principiálně jiná, neboť nepomáhá jednomu uživateli, ale zaměřuje se na službu celému společenství. Zavádí totiž herní prvky do oblasti stavby nového a moderního dětského hřiště. Aplikace funguje jako webová stránka, na níž vzniká virtuální plán stavby dětského hřiště. Kolem tohoto plánu je budována komunita, která jej potom realizuje v reálném světě. Nejedná se přitom jen o proces stavby, ale důraz je kladen také na jiné prvky, např. projektový management, fundraising, vzájemnou komunikaci či shánění dobrovolníků. Každý z členů komunity potom za provedení určité realizace získává motivační body. Tyto body jej řadí na škálu a taktéž se sčítají s body ostatních členů jeho týmu. Mezi sebou tak soutěží osoby v rámci jedné dílčí komunity i v rámci komunity jako celku.
Dalším typickým příkladem je marketing slevových serverů, kde se musí za určitý čas nashromáždit daný počet zájemců o slevu. Naprosto učebnicovým příkladem je pak kolo štěstí či jakýkoli typ loterie. Gamifikace ale samozřejmě není uplatňována jen na internetových severech, jedním z podstatných dlouhodobých využití patří nakupování, kdy gamifikace funguje jako prostředek k udržení zákazníků nabízením různých výhod a odměň za věrnost či nasbíraných bodů.

## Gamifikace ve vzdělávání
V 80. letech 20. století se postupně začíná objevovat myšlenka využití gamifikačních prvků ve vzdělávání, kterou představili Thomas Malone a Mark Lepper. Tito autoři věřili, že gamifikace by mohla, podobně jako u zaměstnanců, zvýšit participaci a motivaci studentů. Vysoce motivovaní žáci se věnují učebním tématům podrobněji a déle, což vede k efektivnějšímu učení a lepším studijním výsledkům. 
Thomas Malone vypracoval studii, která se zabývala tím, jaký vliv mají herní prvky ve výuce na motivaci studentů. Ve studii zmiňoval, že pokud jsou žáci opravdu motivovaní, tráví nad daným problémem mnohem více času, vymýšlejí řešení a snaží se dané problematice lépe porozumět. Navíc mají lepší pocit ze svých výsledků a je pravděpodobné, že nabyté zkušenosti využijí v dalším studiu či profesním životě.
Motivaci můžeme dělit na vnější a vnitřní. Vnitřní motivace neobsahuje faktor odměny. Jde spíše o touhu k sebenaplnění a poznání. Motivace vnější naopak s odměnou pracuje, přičemž pomocí ní lze žáky namotivovat v případě, kdy je jejich vnitřní motivace nedostatečná. Malone definoval 5 aspektů ideálního vzdělávacího prostředí s ohledem na motivaci:
„Žák se může prostředím volně pohybovat.
Žák dostává okamžitou zpětnou vazbu o svém výkonu.
Žák může postupovat vlastním tempem.
Žák není při objevování limitován prostředím.
Žák je nabádán k objevování souvislostí.“ 
Takové prostředí je typické pro počítačové hry, které často obsahují silné motivační prvky. Ty ovlivňují chování hráče a podporují jeho schopnost se během hraní zlepšovat a učit. Hráč dostává během hraní nepřetržitou zpětnou vazbu, může si volit obtížnost či stanovit cíle, kterých chce dosáhnout. 
Ve hrách je člověk postupně nucen plnit složitější úkoly a celková obtížnost se zvyšuje. Tento princip lze aplikovat i během výuky a studia. Lze to provést např. postupným zvyšováním obtížnosti prováděných cvičení nebo systematickým opakováním učiva.
Výuka založená na principech gamifikace se tedy vyznačuje motivováním žáků k plnění úkolů různé obtížnosti a jejich následným odměňováním. Tyto odměny mohou mít podobu zvyšování skóre, získávání oblíbených odznaků nebo odemykání rozmanitých bonusů a odměn.  Obecně gamifikace ve vzdělávání představuje implementaci herních mechanismů jako je systém odměn či soutěžení do procesu výuky.
Gamifikace se v 21. století velmi rozšířila a stala se často používanou výukou metodou. Například MIT v roce 2009 otevřel školu Quest to learn, kde je všechna výuka založena na herní principech.
V současné době mají učitelé k dispozici různé nástroje pro gamifikaci výuky. Aplikace jako Socrative, Kahoot! nebo Toglic umožňují učit studenty prostřednictvím zábavných miniher a kvízů. Existují i aplikace jako Duolingo a Ribbon Hero, které odměňují uživatele pomocí bodů a odznaků nebo aplikace Classcraft a Class-Dojo umožňující částečně přeměnit učební proces na hru. V těchto aplikacích mohou žáci své výsledky sdílet, vzájemně porovnávat či hodnotit.

### Typy gamifikace
Existují dva hlavní přístupy spojené s hraním her: gamifikace a výuka založená na hře. Gamifikace zahrnuje začlenění herních prvků (viz výše) do stávajících vzdělávacích procesů. Výuka založená na hře se soustředí na tvorbu specifických her určených k výuce konkrétních teorií nebo konceptů. Tyto hry jsou navrženy tak, aby byly zajímavé a umožnily studentům interaktivní učení skrze herní zážitek.

### Výhody gamifikace ve vzdělávání
Gamifikace ve vzdělávání přináší spoustu výhod.
Za prvé, systém odměn a úspěchů velmi zvyšuje motivaci studentů k dosažení vzdělávacích cílů.
Za druhé, gamifikace podporuje aktivní učení. Dělá to hlavně formou interaktivních úkolů. Studenti se aktivně věnují učební látce a snaží se řešit různé problémy. Tato aktivní účast a osobní zkušenosti napomáhají k lepšímu pochopení a zapamatování informací. 
Za třetí, gamifikace podporuje týmovou spolupráci. Mnoho her obsahuje prvky, které nabádají ke spolupráci a interakci mezi žáky. Účastníci často pracují ve skupinách, kde řeší přidělené úkoly či diskutují o daném učivu. Tím rozvíjí své sociální dovednosti důležité pro další studium, práci a každodenní život.
Za čtvrté, gamifikace dává prostor k individualizaci učení. Konkrétní herní prvky můžou učitelé přizpůsobit na základě schopností studentů a jejich individuálních potřeb. Odměny, cíle a úroveň obtížnosti mohou být upraveny, což umožňuje studentům postup vlastním tempem.

### Přínosy gamifikace ve vzdělávání:
Zvýšení motivace studentů
Aktivní učení prostřednictvím interaktivních úkolů
Podpora spolupráce a týmové práce
Individualizace procesu učení
Rozvoj kritického myšlení a řešení problémů
Rozvoj sociálních a komunikačních dovedností
Větší angažovanost studentů při učení a dosahování cílů.“ 

### Problémy při zavádění gamifikace
Při zavádění gamifikace se mohou vyskytnout i určité problémy.
Vhodný design hry: Aby byla gamifikace prospěšná, musí být hra navržena tak, aby podporovala učení a nestala se pouhou povrchní zábavou.
Nedostatek zdrojů: Tvorba efektivních vzdělávacích her je časově náročná a vyžaduje odborné znalosti a dostatečné prostředky. Pedagogové a vzdělávací instituce se často potýkají s nedostatkem těchto zdrojů, což může komplikovat zavedení gamifikace do vzdělávacího procesu. 
Sledování pokroku ve výuce: Gamifikace vyžaduje sledování a analýzu učebních výsledků studentů. Což může být opět časově náročné, vyžaduje to podrobnou analýzu dat a poskytování zpětné vazby žákům.
Potřeba školení pedagogů: Učitelům je třeba zajistit odpovídající školení a podporu, aby mohli gamifikaci efektivně integrovat do svých výukových metod. Musí se také naučit hry vytvářet a používat. Bez školení nemůže být gamifikace efektivně implementována.

### Aplikace gamifikace ve vzdělávání
Koncept gamifikace je jednoduchý, ale jeho efektivní implementace už tak jednoduchá není, ale lze ji zjednodušit pomocí následování těchto pěti kroků. 
Krok č.1 Porozumění cílové skupině a kontextu – V prvním kroce je důležité porozumět tomu, kdo je cílová skupina a jaký je kontext, ve kterém je vzdělávací program realizován. Tedy porozumění cílové skupině a kontextu, ve kterém je vzdělávací program realizován, je klíčovým faktorem úspěchu. Analýza cílové skupiny (věk, dovednosti, schopnosti) a kontextu (prostředí, velikost skupiny, časový rámec) pomáhá navrhnout program, který umožní studentům dosáhnout stanovených cílů.
Krok č.2 Definování výukových cílů -  V tomto kroce se klade důraz na Instruktora, který musí určit, co chce, aby student dosáhl po tom, co absolvuje vzdělávací program. Tyto cíle mohou zahrnovat obecné vzdělávací cíle, jako je dokončení úkolu, testu nebo projektu. Například Deloitte Learning Academy podporuje školení zaměstnanců. Specifické výukové cíle zahrnují pochopení konkrétního konceptu nebo zvládnutí úkolu, možnými příklady je zvýšení povědomí o zdravotní péči s Healthcare nebo zvýšení finanční gramotnosti PlayMoolah. Behaviorální cíle, mohou zahrnovat zvýšení soustředění, rychlé dokončení úkolů nebo minimalizaci rušivých vlivů. I když některé vzdělávací programy mohou mít různé cíle, klíčovým faktorem úspěchu je schopnost instruktora jasně definovat výukové cíle, které jsou ze všeho nejdůležitější.
Krok č.3 Strukturování zážitku – Tento krok se zabývá rozčleněním vzdělávacího programu a identifikací problémových bodů. Etapy a milníky jsou důležitými nástroji, které umožňují instruktorům sekvencovat znalosti a kvantifikovat co se studenti potřebují naučit do konce každé etapy nebo milníku. Tato struktura dobře funguje i pro studenty, protože jim umožňuje vidět konečný cíl jako dosažitelnější a měřitelnější. Například v bakalářském matematickém kurzu jsou etapy definovány jako: Základní derivace, Derivace polynomů a exponenciálu, a Integrály. Je velice důležité, aby studenti měli motivaci překonat překážky mezi etapami a udrželi zájem, instruktoři by tedy měli začít s jednoduššími milníky, aby studenti zůstali angažovaní a motivovaní.
Krok č.4 Identifikace zdrojů – V tomto kroce se zaměřujeme na identifikaci potřebných zdrojů pro gamifikaci ve vzdělání. Po předchozí etapě může instruktor lépe posoudit, které z těchto etap lze gamifikovat a jak. Důležité otázky při zvažování gamifikace zahrnují definici měnového systému a pravidel, zajištění zpětné vazby pro studenty i a možnost aplikace sledovacího mechanismu.
Při návrhu gamifikované části vzdělávacího programu hraje kličovou roli měnový systém, který určuje úrovně v jednotlivých etapách. Tenhle systém umožňuje instruktorům poskytovat zpětnou vazbu a motivovat studenty ke splnění cílů. Pro úspěšnost vzdělávacího procesu je klíčová zpětná vazba, protože právě ta podporuje studenty v jejich úsilí dokončit úkoly a zlepšit se, zároveň umožňuje instruktorům lépe porozumět pokroku studentů a identifikovat případné obtíže, se kterými se mohou potýkat.
Krok č. 5 Aplikace prvků gamifikace – Gamifikační proces ve vzdělávání se zaměřuje na integraci herních prvků do nehracích prostředí. Herní mechaniky lze rozdělit na samo-zahrnující prvky, kterými jsou body, odznaky nebo úrovně, které motivují studenty ke konkurenci se sebou samými a k uznání vlastních úspěchů. Sociální prvky, například žebříčky a komunitní interakce, zase naopak zapojují studenty do soutěžení nebo spolupráce s ostatními. Různé herní prvky mají různý vliv na studenty. Nesprávné použití gamifikace může selhat. Při složitějších úrovních je vhodné podporovat samostatnost studentů. Brzké zapojení do komunitního prostředí může studenty demotivovat. Důležité je motivovat studenty k postupu na další úroveň, například pomocí sociálních prvků, jako jsou aktualizované žebříčky, které mohou studentům usnadnit zapojení a pocit rovnosti. Pro efektivní aplikací herních prvků ve vzdělávání je také nutné pečlivě zvážit kontext, cíle a dostupné zdroje.

## Kritika
S kritikou se setkává už samotný pojem gamifikace jako takový. Ian Bogost říká, že se nejedná o nový směr marketingu, je to jen k dokonalosti dotažené ocenění za věrnost, takže není potřeba definovat další pojem. V roce 2005 navrhuje pojem "exploitationware" jako vhodnější název pro gamifikaci. Podle Bogosta je gamifikace jen dalším marketingovým trendem, který se využívá (z anglického exploit) k užitku daného podniku a ne uživatelů. Gamifikaci jako takovou kritizuje například americký herní designer Jesse Schell a vyjadřuje obavu z naprostého zaplavení gamifikací, kde si, řečeno s trochou nadsázky, budeme čistit zuby jen pro získání bodů, vyššího statusu nebo odznaku. Kritiku lze také najít u Klabberse, který gamifikaci považuje za operantní podmiňování v pavlovovském smyslu. Management prostřednictvím bodů, odznaků a žebříčků "stiskne tlačítko" a zacílí zaměstnancovu touhu po úspěchu a statusu. Tím vyvolá podmíněnou reakci. Z tohoto pohledu je tedy podle Klabberse lepší pojmem Pavlovication místo gamifikace.
Naopak gamifikace se zastává herní designérka Jane McGonigalová, která za procesem vidí spíše učinění rutinních potřebných procesů zábavnými. Jako její další plus zmiňuje větší odhodlanost ve hrách dosáhnout cíle, kterého se nám opakovaně dosáhnout nedaří. Tedy, že zapojení her do řešení obvyklých problémů, kdy neúspěch vede spíše k rezignaci, by lidi více motivovalo úspěchu dosáhnout.